# Corpo trapezoide
O corpo trapezoide é a parte da via auditiva onde alguns axônios advindos do núcleo coclear decussam (cruzam para o lado contralateral) antes de atingir o núcleo olivar inferior. Acredita-se que essa etapa auxilie a localização espacial dos estímulos sonoros
O corpo trapezoide localiza-se na parte caudal da ponte, mais especificamente na região do tegmento pontino. Ele situa-se entre o núcleo pontino e o lemnisco medial. Após as fibras nervosas do núcleo coclear decussarem no corpo trapezoide e irem até o núcleo olivar infeior, a via segue pelo lemnisco lateral, passando pelo colículo inferior e pelo núcleo geniculado medial do tálamo até atingir o córtex auditivo primário